# Tore Storehaug

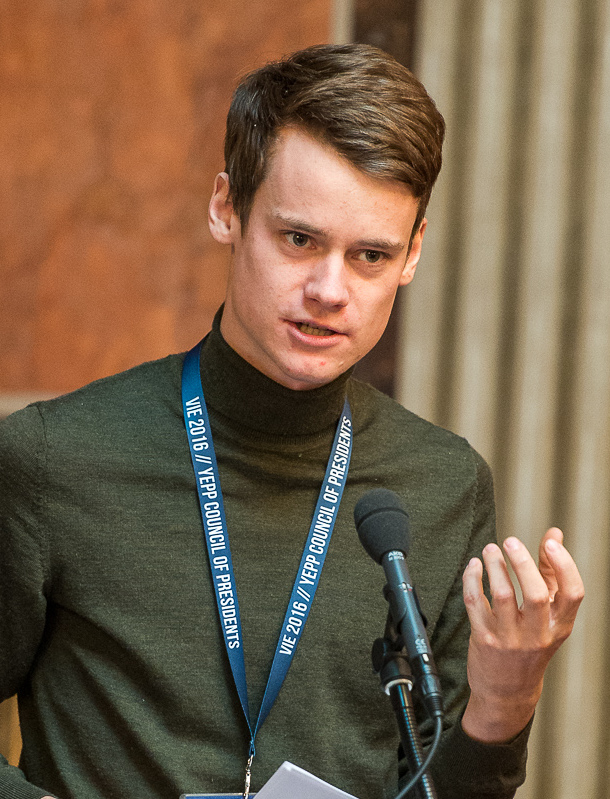
Tore Storehaug, 2016

Tore Storehaug (* 18. Februar 1992 in Askvoll) ist ein norwegischer Politiker der christdemokratischen Kristelig Folkeparti (KrF). Von 2017 bis 2021 war er Abgeordneter im Storting.

## Leben
Nach dem Abschluss der weiterführenden Schule studierte er von 2011 bis 2016 an der Universität Oslo. Im Jahr 2013 diente Storhaug als Wahlkampfsekretär der Jugendorganisation Kristelig Folkepartis Ungdom (KrFU). Von 2015 bis 2017 arbeitete er als politischer Berater für die KrF-Fraktion im Osloer Stadtrat. In dieser Zeit fungierte er außerdem als Vizepräsident der Youth of the European People’s Party.
Storehaug zog bei der Parlamentswahl 2017 erstmals in das norwegische Nationalparlament Storting ein. Dort vertrat er den Wahlkreis Sogn og Fjordane und er wurde zunächst Mitglied im Energie- und Umweltausschuss. Im Januar 2019 wechselte er in den Finanzausschuss. Ab Oktober 2020 gehörte Storhaug zudem dem Fraktionsvorstand der KrF-Gruppierung an. Nach der Wahl 2021 schied er im Herbst 2021 aus dem Parlament aus.